# HMS Blackpool (J27)
Pour les autres navires du même nom, voir HMS Blackpool.
Le HMS Blackpool (pennant number J27) est un dragueur de mines de la Classe Bangor lancé pour la Royal Navy et qui a servi pendant la Seconde Guerre mondiale.

## Conception
Le Blackpool est commandé le 12 juillet 1939 pour le chantier naval de Harland & Wolff Ltd. de Govan (Glasgow) en Ecosse. La pose de la quille est effectuée le 19 septembre 1939, le Blackpool est lancé le 4 juillet 1940 et mis en service le 3 février 1941.
Il est parrainé par la communauté civile de Ashington dans le Northumberland, dans le cadre de la Warship Week (semaine des navires de guerre) en mars 1942.
La classe Bangor doit initialement être un modèle réduit de dragueur de mines de la classe Halcyon au service de la Royal Navy,. La propulsion de ces navires est assurée par 3 types de motorisation: moteur diesel, moteur à vapeur à pistons et turbine à vapeur. Cependant, en raison de la difficulté à se procurer des moteurs diesel, la version diesel a été réalisée en petit nombre.
Les dragueurs de mines de classe Bangor déplacent 605 tonnes) en charge normale . Ils ont une longueur totale de 49,4 mètres, une largeur de 8,5 mètres et un tirant d'eau de 2,51 mètres. Ce navire est propulsé par d'un moteur diesel B&W 9 cylindres entraînant deux arbres d'hélices. Le moteur développe une puissance de 2 000 chevaux-vapeur (1 500 kW) et atteint une vitesse maximale de 16 nœuds (30 km/h).
Leur manque de taille donne aux navires de cette classe de faibles capacités de manœuvre en mer, qui seraient même pires que celles des corvettes de la classe Flower. Les versions à moteur diesel sont considérées comme ayant de moins bonnes caractéristiques de maniabilité que les variantes à moteur alternatif à faible vitesse. Leur faible tirant d'eau les rend instables et leurs coques courtes ont tendance à enfourner la proue lorsqu'ils sont utilisés en mer de face.
Les navires de la classe Bangor sont également considérés comme exiguës pour les membres d'équipage, entassant 60 officiers et matelots dans un navire initialement prévu pour un total de 40.

## Histoire

### Seconde Guerre mondiale
Après sa formation, le Blackpool sert dans des missions d'escorte et de dragage de mines dans la Manche pendant la plus grande partie de la guerre.

### Après-guerre
Le Blackpool continue à effectuer des travaux de déminage près de Plymouth jusqu'en juillet 1946, date à laquelle il est affecté au statut de réserve.
Il est l'un des cinq dragueurs de mines de la classe Bangor offerts en prêt à la marine royale norvégienne, puis vendue à la Marine royale norvégienne plus tard dans l'année.
Le Blackpool est rebaptisé HNoMS Tarna (Pennant number: M-310) par la Marine royale norvégienne, et reste sur le registre actif des navires jusqu'à sa radiation en mai 1961.

### Honneurs de bataille
- DIEPPE 1942
- ENGLISH CHANNEL 1940-43
- NORMANDY 1944

### Commandement
- Lieutenant Commander (Lt.Cdr.) George Mowatt (RNR) du 26 janvier 1941 au 23 mai 1942
- Lieutenant (Lt.) Percival John Stoner (RN) du 23 mai 1942 au 10 septembre 1943
- A/Lieutenant Commander (A/Lt.Cdr.) Grahame Henry Bird (RNVR) du 10 septembre 1943 à fin 1945